# Ekok Boum
Ekok Boum est un village de la région du Centre du Cameroun. Il est localisé dans l'arrondissement (commune) de Messondo. On y accède par la piste rurale qui lie Logbessol à Tomel et à Timalom.

## Population et société
En 1963, la population de Ekok Boum était de 303 habitants. Ekok Boum comptait 235 habitants lors du dernier recensement de 2005. La population est constituée pour l’essentiel de Bassa.